# Вечерлейка
Вечерлейка (Вечерлей, эрз. Вацярлей) — река в России, протекает по Атяшевскому району Мордовии. Устье реки находится в 37 км от устья реки Нуи по правому берегу. Длина реки составляет 23,1 км, площадь водосборного бассейна — 106 км².
Исток реки находится на юго-западных окраинах села Атяшево. Река течёт на северо-запад, после впадения крупнейшего притока Пичинейки резко поворачивает на юго-запад. В среднем течении протекает село Вечерлей. Впадает в Ную выше села Киржеманы.

## Данные водного реестра
По данным государственного водного реестра России относится к Верхневолжскому бассейновому округу, водохозяйственный участок реки — Алатырь от истока и до устья, речной подбассейн реки — Сура. Речной бассейн реки — (Верхняя) Волга до Куйбышевского водохранилища (без бассейна Оки).
Код объекта в государственном водном реестре — 08010500212110000038710.

### Притоки
(указано расстояние от устья)
- 6,1 км: река Пичинейка (пр)